# Мурзакаев, Фарваз Гиниятович
Фарваз Гиниятович Мурзакаев (баш. Фәрүәз Ғиниәт улы Мырҙаҡаев; 15 июня 1935, д. Верхне-Арметово Макаровского района БАССР (сейчас Ишимбайского района РБ) — 13 июня 1995, Уфа) — гигиенист-токсиколог. Доктор медицинских наук (1974), профессор (1984). Заслуженный деятель науки БАССР (1986).

## Биография
Фарваз Мурзакаев учился в Макаровской средней школе.
В 1960 году окончил Башкирский медицинский институт.
В 1963—1982 гг. старший научный сотрудник, заведующим лабораторией гигиены труда, руководил отделом окружающей среды Уфимского НИИ гигиены труда и профзаболеваний, одновременно (с 1975—1983 год) работал заместителем директора по научной работе этого института.
В 1980—1990 гг. являлся заведующим кафедрой коммунальной гигиены, а в 1990—1991 гг. — заведующим кафедрой токсикологии, профпатологии, гигиены труда и окружающей среды.
В 1991—1995 годах — профессор кафедры скорой помощи и медицины катастроф факультета усовершенствования врачей БМИ.

## Научная деятельность
Фарваз Мурзакаев занимался изучением гигиенических аспектов оздоровления окружающей среды и охраны здоровья населения в районах с высокоразвитой нефтяной, нефтехимической и химической промышленностью. Им было обосновано и рекомендовано для использования свыше 30 ПДК вредных химических веществ в окружающей среде.
Автор более 200 научных работ.
В 1978 году по инициативе Ф. Г. Мурзакаева на базе Уфимского научно-исследовательского института гигиены и профзаболеваний была проведена конференция на тему «Гигиена производственной и окружающей среды, профессиональная патология в связи с развитием производства белково-витаминных концентратов».